# بيتر هيوز (عازف قيثارة)
بيتر هيوز (بالإنجليزية: Peter Hughes)‏ هو عازف قيثارة أمريكي، ولد في 1940.

## وصلات خارجية
- بيتر هيوز على موقع ميوزك برينز (الإنجليزية)
- بيتر هيوز على موقع أول ميوزيك (الإنجليزية)
- بيتر هيوز على موقع ديسكوغز (الإنجليزية)